# Henry Oberholzer
Henry Arthur Oberholzer (Londra, 12 aprile 1893 – Newport, 20 marzo 1953) è stato un ginnasta britannico.

## Palmarès

### Olimpiadi
- 1 medaglia:
  - 1 bronzo (Stoccolma 1912 nel concorso a squadre)